# Nicola Docherty
Pour les articles homonymes, voir Docherty.
Nicola Docherty est une footballeuse internationale écossaise, née le 23 août 1992, à Falkirk au Royaume-Uni. Elle évolue au poste de défenseur.  En 2019, elle joue au Rangers FC en Championnat d'Écosse.

## Carrière

### En club
En janvier 2012, Nicola Docherty rejoint Glasgow City en Scottish Women's Premier League.

### En sélection
Nicola Docherty connaît les sélections nationales dès son plus jeune âge, avec les équipes écossaises, des moins de 17 ans et des moins de 19 ans.
Le 21 septembre 2011, Nicola Docherty est sélectionnée pour la première fois en équipe nationale écossaise contre la Finlande.(victoire 7 à 2 en Écosse).
Nicola Docherty participe à la Coupe du monde 2019 organisée en France.

## Palmarès[5]
- Glasgow City
  - Championne d'Écosse en 2012, 2013, 2014, 2015, 2016, 2017 et 2018
  - Vainqueur de la Coupe d'Écosse féminine en 2012, 2013, 2014 et 2015
  - Vainqueur de la Coupe de la Ligue écossaise en 2012, 2013, 2014 et 2015

### Distinctions personnelles
- Membre de l'équipe-type de la Scottish Women's Premier League en 2022 et 2024